# Павлово (Україна)
Па́влово (угор. Kispálos)— село в Україні, у Закарпатській області, Мукачівському районі. Через село тече річка Велика Пиня, права притока Пині. Входить до складу Полянської сільської громади.

## Назва
У 1995 р. назву села Павлове було змінено на одну літеру.

## Легенда
Поява назви села Павлово не має єдиної версії. Існує легенда, пов'язана з нею: «Гнав дяк воли продавати. Базар находився на теперішньому Перечинському перевалі. Помер чоловік путьом, а воли розойшлися подовж путя, де тепирь находиться село. Люди звідали: „Чиї воли?“. Другі отказували: „Павлови“. Так цю місцевість (яка, швидше за все, вже була заселена) назвали Павловом». (записано зі слів Стецович Ганни, 1998 р.).

## Історія
Перші поселення людей на території теперішнього Павлова існували ще у період кам'яної доби. Підтвердженням цьому є знайдена тут у 1882 році під час археологічних розкопок кам'яна сокира.
В «Історії карпатських русинів», написаній Михайлом Лучкаєм у 40-х роках XIX ст. З цієї праці дізнаємося, що перша згадка про Павлово зафіксована у 1444 році.
В часи Марії Терезії, прагнучи упорядкувати управління державою, підігнати всі державні інститути під єдиний шаблон, вона дала розпорядження зробити перепис домогосподарств і створити щось на зразок місцевих управ. Ми дізнались, що на 1749 рік у Павлові було лише чотири двори (і це через 305 років після першої згадки про село). Селяни мали чотири воли, сім корів, два коні, п'ять свиней та тридцять овець. Автори праці, у якій зафіксовані ці дані, спираються на рукописну спадщину Тиводара Легоцького. Але якщо звернутися до першоджерела, то краєзнавець пише: «Павлово. Руське село в Полянсько — Плосківській долині. 38 будинків, 214 жителів, 1702 голди гірської землі (відомості на 1881 р.). У XVIII ст. належало до Чинадієвського замку. В 1691 році, за Ференца Ракоці ІІ, тут було одне кенезьке і дванадцять кріпацьких будинків. Але із них виключно кенезь та священик Іван Поп використовували ¾ ділянки(телека), а інші пропали. В межах села і в лісі багато джерел приємної мінеральної води, яку використовують на торгівлях».
Станом на 1792 рік у Павлові проживало 66 мешканців. А з 1814 до 1816 року кількість жителів знижується аж на 72 особи (з 160 до 88). Приріст населення Павлова був невеликий аж до 1878 року, коли у Павлові поселилась єврейська община. Об'єднання села з Малим  Мельничним, звичайно, також збільшило кількість жителів (з 236 до 358 осіб).
З 1844 року Павлово мало власну печатку, на якій зображена «жінка, котра збиває масло в глечику» (за інформацією Т.Легоцького; водночас на відбитку печатки 1844 р., що зберігається в фондах Державного архіву Закарпатської області, виступає зображення жінки-селянки з дерев'яною ложкою в руці, біля якої сковорода з трьома коржами; довкола напис "PAULOVA HELYSEGENEK PECSETJE 1844"). У 1891 році Павлово, внаслідок дії закону про мадяризацію, перейменовується у Kispálos.
З приходом радянської влади добротний будинок єврейської родини Гісерів, знищеної в концтаборі Освєнцім, перейшов у розпорядження колгоспу. В приміщенні в різні часи розташовувався магазин, медпункт, дитсадок.
Згідно з рішенням районної адміністрації від 20 березня 1998 p., будинок передано місцевій греко-католицькій громаді для реконструкції під храм. На старому міцному фундаменті шляхом нарощування стін зведено корпус церкви. До кінця 1999 р. споруду вкрито бляшаним дахом.

## Галерея

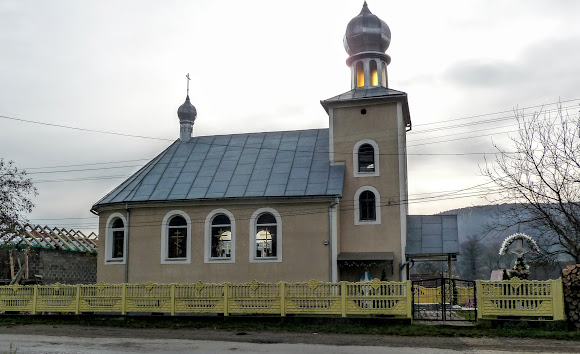
Православна церква Пророка Іллі

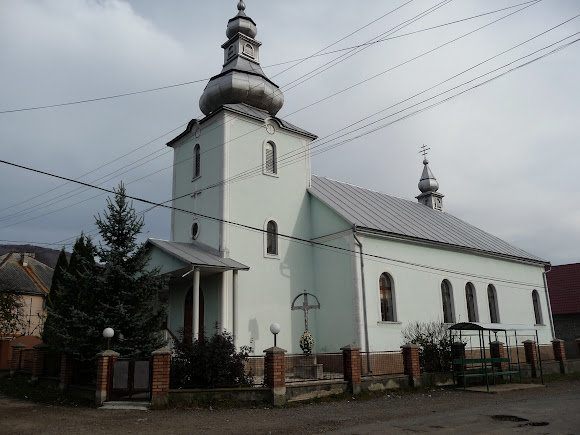
Греко-католицька церква Євхаристії

## Мінеральні води
Як згадувалось у монографії Тиводара Легоцького, мінеральна вода з павлівських джерел успішно продавалась на торгах. Дослідженням мінводи села Павлова займався лікар Рожаї Йосип, який доводив, що ця вода корисна при порушенні роботи органів дихання, легенів, порушенні функцій черевної порожнини, затвердінні печінки, проблемах нирок та геморою, а також захворюваннях  сечового міхура та каналів матки у жінок. В зв'язку з тим, що Павлівське джерело мало замалий запас води (лише 12,0 куб. за добу), його не використовували і не використовують в наш час для масового розливу. 
Ще після війни довгий час у Павлові, в урочищі Квасок, працювали купелі, де люди приймали гарячі ванни, і це лікування давало фантастичні результати. Старожили розповідають про хворих, яких сюди приносили, а звідси вони вже йшли без сторонньої допомоги. Технологія приймання ванн була дуже простою: від них до казана, у якому нагрівали мінеральну воду, були прокладені жолоби, у котрі час від часу підливали окріп, тим самим підтримуючи температуру в ваннах.

## Присілки
Мала Мельнична
Мала Мельнична - колишнє село в Україні, в Закарпатській області.
Обєднане з селом Павлове
Згадки: 1630: Melnicznia, 1645: Melniczna, 1773: Kis Melnicsna, Melnicţno, 1808: Melnicsna (Kis-), Melnična, 1873: Melnicsná (Kis-), Melnicsnoje, 1888: Kis Melnicsna, Melnicsnoje.

## Населення
Згідно з переписом УРСР 1989 року чисельність наявного населення села становила 732 особи, з яких 349 чоловіків та 383 жінки.
За переписом населення України 2001 року в селі мешкало 770 осіб.

### Мова
Розподіл населення за рідною мовою за даними перепису 2001 року:
| Мова       | Відсоток |
| ---------- | -------- |
| українська | 99,74 %  |
| білоруська | 0,13 %   |
| російська  | 0,13 %   |

## Туристичні місця
- старовинні купелі в урочищі Квасок
- мінеральні джерела
- храм ХІХ ст

## Відомі люди
- В селі народився Мартін Грінфільд (при народженні Максиміліан Грунфельд) — американський кравець, шив костюми для таких відомих людей як: Дуайт Ейзенхауер, Білл Клінтон, Джеральд Форд, Дональд Трамп, Барак Обама, Колін Павелл, Пол Ньюман, Майкл Блумберґ.
- Також з Павлова Юрій Каналош (Lue Bason) - співак та автор пісень.